# 2020-as jégkorong-világbajnokság
A 2020-as jégkorong-világbajnokság lett volna a 84. világbajnokság, amelyet a Nemzetközi Jégkorongszövetség szervezett. A csapatok különböző szinteken vettek volna részt, beleértve az újonnan létrehozott divízió IV-es csoportot is. A világbajnokságok végeredményei alapján alakult volna ki a 2021-es jégkorong-világbajnokság főcsoportjának illetve divízióinak mezőnye. Az IIHF több módosítást is eszközölt a lebonyolításban, így alakult ki a divízió III-ból a divízió III/A, a divízió III selejtező-csoportból a divízió III/B és a divízió IV mezőnye. Utóbbi két csoportban a szokásostól eltérően 4-4 válogatott kapott besorolást. A világbajnokságra két válogatott, Malajzia és a Fülöp-szigetek újoncként nevezett.
A Covid19-pandémia miatt az összes tornát törölték.

## Főcsoport
Tervek szerint a 2020-as IIHF jégkorong-világbajnokságot Svájcban rendezték volna 2020. május 8. és 24. között. 2020. március 21-én törölték a Covid19-pandémia miatt. 
A főcsoport tagjai
| - Csehország - Dánia - Egyesült Államok - Fehéroroszország - Finnország - Kanada - Kazahsztán - Lettország | - Németország - Nagy-Britannia - Norvégia - Olaszország - Oroszország - Svájc - Svédország - Szlovákia |

## Divízió I
Tervek szerint a divízió I-es jégkorong-világbajnokság A csoportját Ljubljanában, Szlovéniában rendezték volna 2020. április 27. és május 3. között. A B csoport tornáját Katowicében, Lengyelországban rendezték volna 2020. április 27. és május 3. között. 2020. március 17-én mindkét tornát törölték a Covid19-pandémia miatt. 
| A csoport - Ausztria - Franciaország - Dél-Korea - Magyarország - Románia - Szlovénia | B csoport - Észtország - Japán - Lengyelország - Litvánia - Szerbia - Ukrajna |

## Divízió II
Tervek szerint a divízió II-es világbajnokság A csoportját Zágrábban, Horvátországban rendezték volna 2020. április 19. és 25. között. A B csoport tornáját Reykjavíkban, Izlandon rendezték volna április 19. és 25. között. 2020. március 13-án mindkét tornát törölték a Covid19-pandémia miatt. 
| A csoport - Ausztrália - Hollandia - Horvátország - Izrael - Kína - Spanyolország | B csoport - Belgium - Bulgária - Grúzia - Izland - Mexikó - Új-Zéland |

## Divízió III
Tervek szerint a divízió III-as világbajnokság A csoportját Kockelscheuerben, Luxemburgban rendezték volna 2020. április 19. és 25. között. A B csoport tornáját Fokvárosbanban, a Dél-afrikai Köztársaságban rendezték volna április 20. és 23. között. 2020. március 13-án mindkét tornát törölték a Covid19-pandémia miatt. 
| A csoport - Egyesült Arab Emírségek - Luxemburg - Észak-Korea - Tajvan - Törökország - Türkmenisztán | B csoport - Bosznia-Hercegovina - Dél-afrikai Köztársaság - Hongkong - Thaiföld |

## Divízió IV
Tervek szerint a divízió IV-es világbajnokságot Biskekben, Kirgizisztánban rendezték volna 2020. március 3. és 5. között. 2020. március 2-án törölték a Covid19-pandémia miatt. 
A csoport tagjai
- Fülöp-szigetek
- Kirgizisztán
- Kuvait
- Malajzia